# برکلی ۷۱۶

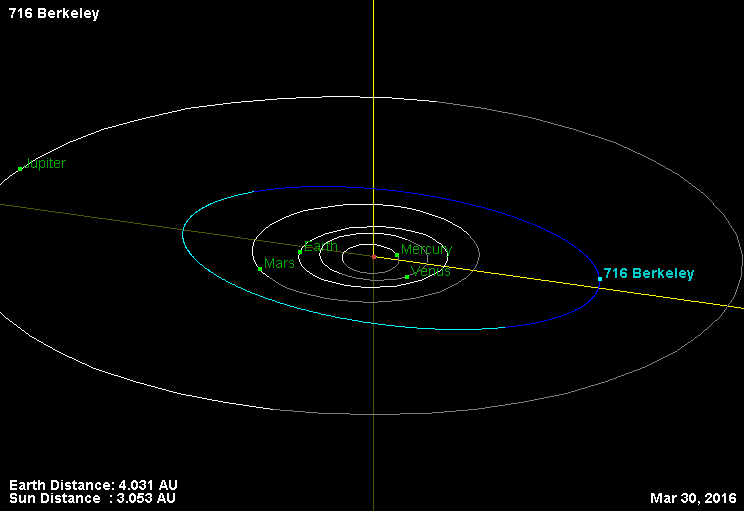
نمایی از محل قرارگیری سیارک برکلی ۷۱۶ در مدار – ۲۰۱۶

سیارک ۷۱۶ (به انگلیسی: 716 Berkeley، نامگذاری:1911MD) هفتصد و شانزدهمین سیارک کشف شده‌است که در ۳۰ ژوئیه ۱۹۱۱ و در وین کشف شد.
قدر مطلق سیارک برابر ۱۰٫۸۴ است.